# 9820 Hempel
9820 Hempel este un asteroid din centura principală de asteroizi.

## Descriere
9820 Hempel este un asteroid din centura principală de asteroizi. A fost descoperit pe 26 martie 1971 la Observatorul Palomar de Cornelis Johannes van Houten, Ingrid van Houten-Groeneveld și Tom Gehrels. Asteroidul prezintă o orbită caracterizată de o semiaxă mare de 2,35 ua, o excentricitate de 0,14 și o înclinație de 0,3° în raport cu ecliptica.